# Johannes Kuhlo
Karl Friedrich Johannes Kuhlo (Gohfeld, 8 oktober 1856 - Bethel, 16 mei 1941) was een Duitse componist en dominee. Samen met zijn vader Eduard Kuhlo (1822–1891) wordt hij als de oprichter van de Duitse Protestantse Posaunenchor (trombonen-/bazuinenkoor)-beweging aangezien.

## Levensloop

### Jeugd en opleiding
Kuhlo was een zoon van de Pastoor Eduard Kuhlo, die tot de nieuw-piëtistische opwekkingsbeweging behoorde die vooral voor de jeugd verenigingen oprichtte, om de jonge mensen van alcoholische dranken en de immoraliteit te houden en ze in plaats daarvan religieus te onderwijzen. Op dit werk van zijn bijbelgetrouwe vader bouwde Kuhlo later op. Vanaf 1865 leerde hij als autodidact de alttrombone te bespelen. In 1870 wisselde hij het instrument en speelde voortaan de bugel. In 1871 behoorde hij tot de initiatiefnemers voor de oprichting van het trombonenkoor aan het Evangelisch-Stiftische Gymnasium Gütersloh.

### Studie en predikant
Vanaf 1876 studeerde hij protestantse theologie in Leipzig, in 1877 wisselde hij aan de Friedrich Alexander Universiteit in Erlangen. Verder studeerde hij in Halle en in Münster.
Vervolgens was hij werkzaam als hulpkracht in het zogenaamde Ruwe huis (Rauhes Haus), een speciale stichting van de Diaconie. Op 26-jarige leeftijd werd hij in 1882 predikant in Hüllhorst. Drie jaar later huwde hij Anna Siebold vanuit Schildesche, nu een wijk van Bielefeld. In 1892 werd op verzoek van Friedrich von Bodelschwingh (1831-1910) predikant in de stichting Von Bodelschwinghsche Anstalten Bethel, nu: Von Bodelschwinghsche Stiftungen Bethel,  een grote instelling voor mensen met epilepsie en mentaal of psychisch gehandicapte. Verder werd hij voorzitter van de diaconie-inrichting Nazareth De in de laatstgenoemde inrichting opgeleide diakenen liet hij koperblaasinstrumenten bespelen en zorgde op deze manier ervoor, dat een in het hele gebied beslaande verbreiding van de trombonenkoren in de protestantse Kerken.
In 1927 werd hij door de theologische faculteit van de universiteit Erlangen tot ere-doctor benoemd.

### Inzet voor de muziek

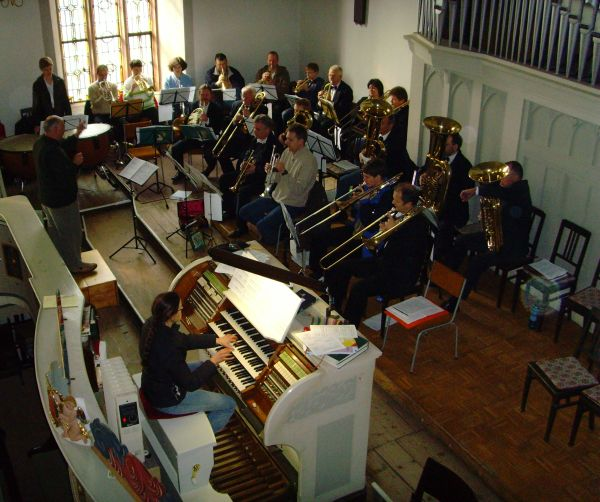
trombonen-/bazuinenkoor met pauken en orgel

Kuhlo had in zijn hele leven een groot inzet voor de muziek. Samen met die instrumentenbouwer Ernst David uit Bielefeld construeerde hij het naar hem vernoemde Kuhlohoorn. Al op 25-jarige leeftijd was hij naar vele blazersbijeenkomsten en -cursussen zo bekend en succesrijk, dat hij de bijnaam trombonengeneraal kreeg. Zelf betekende hij zich als "Medewerker aan Psalm 150" ("Looft den Heer met bazuinen!"). In de jaren 1899/1900 initieerde hij voor huldigingen voor de keizer Wilhelm II van Duitsland in Westfalen duizenden van zangers en blazers, die onder zijn leiding musiceerden. Van 1920 tot 1931 bestond er een Kuhlo-Hoorn-Sextet. Vanaf 1926 was hij adviseur van de toenmalige rijksfederatie van de protestantse jonkmannenbonden in Duitsland. In 1933 was hij voor korte tijd Reichsposaunenführer. Na de losmaking van de trombonen-/bazuinenkoren vanuit de jonkmannenbonden en de integratie in de nieuwe "Federatie van protestantse trombonen-/bazuinenkoren in Duitsland (Verband evangelischer Posaunenchöre Deutschlands)" binnen de Rijksmuziekkamer werd hij in 1934 diens erevoorzitter.
Kuhlo heeft de niet-transponerende piano-/partituurschrijfwijze voor bugels (trompetten) en hoorns bij de trombonen-/bazuinenkoren geïntroduceerd, waarbij voor die instrumenten de echte toonhoogte genoteerd werd. Hij heeft dit geïntroduceerd omdat het samenspel met het orgel, koor, samenzang en trombonen-/bazuinenkoor mogelijk was. De afpaling tot de korpsen vanuit het wereldlijke bereik en ook de militaire muziekkapellen (die meestal getransponeerde notaties gebruikten) was een bedoeling.
Kuhlo was een verzamelaar van blazersstukken vanuit de 16e tot 19e eeuw en heeft zij nieuw bewerkt in vier volumes van zijn Posaunenbuch (tromboneboek) voor trombonen-/bazuinenkoren uitgegeven. Verder is hij auteur van het boek Posaunenfragen (trombonenvragen), in dat de werkzaamheden van de trombonen-/bazuinenkoren van grond af aan beschreven zijn. Kuhlos klankideaal baseerde op de voorstelling, dat de trombonen-/bazuinenkoren zo goed als mogelijk een echte vocale koor imiteerde. Daarom had hij een grote voorkeur voor bugels en hoorns in alle (bouw-)vormen en heeft vooral trompetten versmaad. Voor deze achtergrond is ook wel de ontwikkeling van het naar hem vernoemde "Kuhlohoorn" te zien.  Na zijn dood werden Kuhlos klankvoorstellingen gerevideerd en soms in het tegendeel veranderd.

### Kuhlo en het Nationaalsocialisme
Kuhlo was al lang voor 1933 een aanhanger van de keizerlijke hofpredikant Adolf Stoecker (1835–1909), die door openbare Jodenhaat de werknemers voor conservatieve kringen wilde winnen. Dus ook Kuhlo uitte zich antisemitisch en probeerde deze houding door citaten vanuit de Bijbel te rechtvaardigen.
Al in 1932 werd Kuhlo lid van de Nationaalsocialistische Duitse Arbeiderspartij (NSDAP) en bleef dat tot zijn overlijden in 1941. Deze vroege NSDAP-lidmaatschap en zijn inzet voor Adolf Hitler, tot diens verkiezing hij in een krantenartikel opriep en die hij in juli 1933 op de Obersalzberg bezocht, worden als uiterst kritisch beschouwd. De kerkhistoricus Matthias Benad uit Bielefeld verklaart: So heeft Kuhlo al in 1932 ter gelegenheid van de presidentsverkiezingen Hitler binnen de opwekkingsbeweging presenteert. In zijn muziekcollecties nam Kuhlo een tromboneversie van het Horst Wessellied op. Terecht kritiseert men ook, dat hij voor de "Führer" op de Obersalzberg zelfs koralen heeft geblazen. Volgens Benad verbreidde Kuhlo, dat Hitler een vrome Christ was en de Herrnhuter Losungen (Verzameling van korte Bijbelteksten door de Evangelische Broedergemeente) heeft gelezen.

## Composities

### Werken voor trombonen-/bazuinenkoor
- 1881 Posaunenbuch der Minden-Ravensberger Posaunenchöre
- 1917 Weihnachtsfeier für Kirche, Schule, Haus, Kaserne, Feld, Lazarett
- 1927 Im gleichen Schritt und Tritt! 66 Marschlieder für Posaunen-Chöre
- 1927 Trastaeleit Posaunen-Musik bei Beerdigungen und am Volkstrauertage
- 1930 Duettbuch für Kirche, Schule und Haus - 284 Duette
- 1932 Choralbuch zum Einheitsgesangbuch für Posaunen-, Kirchen- und andere gemischte Chöre und für das christliche Haus
- Kuhlo-Marschheft

### Vocale muziek

#### Werken voor koor
- 1909 Laudate! - mehrstimmige Lieder für Männerchor zum Gebrauch in Seminaren und höheren Lehranstalten sowie in Jünglings- und Männervereinen
- 1921 Cantate! Mehrstimmige Lieder für Frauenchor zum Gebrauch in Schulen, sowie in Jungfrauenvereinen
- 1935 Schütz-Heft 28 Vokal-Kompositionen von Heinrich Schütz, ausgewählt zu seinem 350jährigen Jubiläum

#### Werken voor samenzang
- 1923 Singbuch für die Feier der Nebengottesdienste im Auftrag der Lutherischen Konferenz von Minden-Ravensberg
- ???? Unsere Lieder, meist zweistimmig. Aus den christlichen Kreisen Minden-Ravenbergs (zugleich als Ergänzung von Volkenings "Kleine Missionsharfe")

### Werken voor orgel
- 1916 Orgelbuch für "die Feier der Nebengottesdienste"

## Publicaties
- Jubilate. Posaunenbuch: Erster Teil, 54. Auflage 2008. Gütersloher Verlagshaus, 312 p., ISBN 978-3-579-04856-7
- Neues Posaunenbuch: Rühmet den Herrn: Auswahl aus Kuhlo I - IV: 2, 14. Auflage 2005. Gütersloher Verlagshaus, 224 p., ISBN 978-3-579-04859-8
- Posaunenbuch, Gütersloher Verlagshaus, 1995.
- Rühmet den Herrn, Gütersloher Verl.-Haus G. Mohn; 2. Aufl. 1963. 111 p.
- Choralbuch zum Einheitsgesangbuch, Gütersloher Verl.-Haus G. Mohn, 1959. 18 p.,
- Choralbuch zum Einheitsgesangbuch für Posaunen-, Kirchen- und andere gemischte Chöre und für das christliche Haus, Gütersloh Bertelsmann, 1932. 202 p.
- Das Wichtigste zur Schulung der Bläser, Gütersloh: Bertelsmann, 1933. 32 p.
- Posaunenfragen, Gütersloh, C. Bertelsmann, 1933.
- Posaunen-Fragen beantwortet von P. Johannes Kuhlo-Bethel, Bielefeld: Bethel, 1909. 144 p.
- Jubilate! : Posaunenbuch für Jünglingsvereine, Seminare, höhere Lehranstalten und Kirchenchöre, Gütersloh : Rufer, 1900.